# Morosaglia
Morosaglia (korzikaiul Merusaglia) település Franciaországban, Korzika régióban, Haute-Corse megyében. Lakosainak száma 961 fő (2022. január 1.). Morosaglia Canavaggia, Piedigriggio, Castineta, Castello-di-Rostino, Gavignano, Moltifao, Ortiporio, Poggio-Marinaccio, Quercitello és Valle-di-Rostino községekkel határos.

## Népesség
A település népességének változása:
| Lakosok száma | 694  | 854  | 883  | 1058 | 1160 | 1157 | 1043 | 981  | 971  | 961  |
|               | 1968 | 1982 | 1990 | 2006 | 2013 | 2015 | 2017 | 2019 | 2020 | 2022 |